# 三ヶ日
三ヶ日（みっかび）は、静岡県浜松市浜名区の浜名湖北岸にある地区である。三ヶ日地区の人口は1万5365人（2010年国勢調査）。かつては独立した基礎自治体の「三ケ日町」（ケは大仮名）であった。
三ヶ日は江戸時代は本坂通（姫街道）の宿場「三ヶ日宿」として広く知られ、近年は「三ヶ日みかん」の産地として名が通っている。また東名高速道路浜名湖SAがある。
浜松市に編入した2005年7月から2012年3月まで、同地区を区域とするに地域自治区「三ヶ日地域自治区」が設置されていた。「三ヶ日町」という名の町はないが、域内の大字名には全て「三ヶ日町宇志」のごとく「三ヶ日町」が冠としてかぶせられ、「三ヶ日町の中にある大字の名」と解釈できるので、新聞等では三ヶ日地区を浜松市浜名区三ヶ日町と表記することがある。

## 地域圏
「三ヶ日」は「奥浜名湖」と呼ばれる地区にあり、旧・浜松市を中心とする浜名湖エリア（西遠）の一角をなす。
国道362号が東西に、国道301号が南北に走っている。天竜浜名湖鉄道に加え、東名高速道路三ヶ日ICがあり、交通の便が良い。また、三ヶ日JCTより南の湖西市豊橋市方面に高規格道路を延伸する計画があり、「浜松湖西豊橋道路」には、国土交通省による調査が入っている。（2017年現在）そして、有料の東名高速道路を使わない場合、隣接する豊橋方面との結びつきが深く交流も深いものがある。里山の緩斜面を利用したみかんの栽培が盛んである。三ヶ日みかんの名称で関東、中京方面に流通する。水田は少ない。現在こそ、旧・浜松市内の高校へ通う人も多く、編入合併されたこともあり、遠州地方とのつながりが強くなっているが、隣接する愛知県豊橋市（東三河地方）とも経済面・高校進学面で結び付きが強い。また、愛知県新城市からも通勤する人もいる。そのためか、地域内では豊橋ナンバーの車を頻繁に見ることができる。隣接する湖西市などと同じように、方言は遠州弁と三河弁が混在している。

## 地名
「三ヶ日」という地名の由来には諸説あり、三ヶ日堂から来たという説、三日池の伝説から来たという説などがある。
「みっかび」は昔から「三ヶ日」と表記され、1922年の町制施行でも「三ヶ日町」となったが、1955年に隣村との合併に際して国が合併後の町名を「三ケ日町」と告示したため、行政上は「三ケ日」となった。しかし、住民・地理書は依然として「三ヶ日」を使っていた。2005年に浜松市に合併したのち、改めて「三ケ日」を「三ヶ日」と改める議案が市議会で可決され、2007年3月3日に正式に変更になって、全て「三ヶ日」で統一された。

## 地形
- 湖：浜名湖、猪鼻湖（浜名湖の付属湖）

## 歴史

### 三ヶ日人
1959年-1961年に、三ヶ日人の人骨が発見された。長く後期更新世人類と考えられていたが、2000年代に入り科学的に新しい年代測定法（放射性炭素法）による年代推定の結果、9000年前より新しい縄文時代早期のものと確認された。

### 年表
- 縄文時代前期 - 三ヶ日人が三ヶ日町只木に居住していた。
- 江戸時代 - 姫街道の宿場町の三ケ日宿があり、東海道の脇街道として女性が多く往来していた。
- 1889年（明治22年）10月1日 - 町村制施行し、敷知郡西浜名村が発足。
- 1896年（明治29年）4月1日 - 敷知郡西浜名村が引佐郡に異動。
- 1922年（大正11年）5月1日 - 引佐郡西浜名村が町制施行し、三ヶ日町となる。
- 1955年（昭和30年）3月31日 - 引佐郡東浜名村と合併し、三ケ日町となる。
- 2005年（平成17年）7月1日 - 浜松市に編入合併し三ケ日町が消滅。ただし地名「三ケ日町」は旧町内の大字名につける冠として残された（例：只木→三ケ日町只木）。三ケ日地域自治区が設置される。
- 2007年（平成19年）3月3日 - 大字名の冠としてつけた三ケ日町が三ヶ日町に、地域自治区の名称が三ヶ日地域自治区に変更される[2]。
- 2007年（平成19年）4月1日 - 浜松市の政令指定都市移行に伴い、北区の一部となる。
- 2012年（平成24年）3月31日 - 浜松市の地域自治区が廃止されることに伴い、三ヶ日地域自治区が廃止となる[3]。
- 2024年（令和6年）1月1日 - 浜松市の行政区再編に伴い、浜名区の一部となる。

## 祭事
三ヶ日祭り
三ヶ日六区と呼ばれる、上神明町（上神)、下神明町（下神）、西天王町（西天）、東天王町（東天）、西町、東町、の六つの地区の氏子が上神にある濱名惣社神明宮に対して行う、三日間にわたる祭典。この三日間は、花火迎え、宵祭り、本祭りといい、8月の第一金土日に行われ、金曜日夕方の行灯（あんどん）御輿に始まり、手踊り、屋台と太鼓台の曳きまわし、濱名惣社神明宮での奉納手筒花火、手作りの仮装御輿などなど、さまざまな催しが日曜日の花火大会前まで六区内にて行われる。
以前は、日曜の本祭りの夜に行われる花火大会もこの祭典の一部であったが、現在は、本祭りに合わせて行われるものの三ヶ日町全体の花火大会となっている。
おんぞ祭り
「おんぞ」は御衣と書く。1155年から皇太神宮へ神御衣（かんみそ）を納めている初生衣（うぶぎぬ）神社の祭礼。4月第2土曜日。『太一御用』『おんぞ奉献』『皇大神宮神御衣』という幟を持ち神御衣の祓所としている濱名惣社神明宮にて神御衣を受け取り初生衣神社にて祭りを行う。神御衣は5月に豊橋の湊町神明社にておんぞ祭りののち皇太神宮へと届けられる。
その他
各地区には、大なり小なりそれぞれの祭典があり、夏にはさまざまな催しが楽しめる。打ち揚げ花火や手筒花火（岡本八幡宮、乳宮神社）もそれぞれ祭典に合わせ行われている。

## 行政
浜名区役所の出先機関「浜名区役所三ヶ日支所」が三ヶ日町三ヶ日に置かれている。旧・三ケ日町役場の庁舎を使用している。

## 教育
地域内の教育・保育施設の一覧。
幼稚園・保育園
- 浜松市立尾奈幼稚園
- 浜松市立大崎幼稚園
- 浜松市立平山幼稚園
- 三松幼稚園（私立）
- 浜松市立三ヶ日保育園
- 浜松市立都筑保育園

小学校
- 浜松市立三ヶ日西小学校
- 浜松市立三ヶ日東小学校
- 浜松市立平山小学校
- 浜松市立尾奈小学校

中学校
- 浜松市立三ヶ日中学校

地域内にあった三ヶ日高校は浜松湖北高校に併合のため2015年3月に閉校。なお、静岡県立の高校の他、愛知県豊橋市の公立高校に通学できる隣接県特例がある。

## 交通
公共交通機関は、天竜浜名湖鉄道（通称「天浜線」）および遠州鉄道の路線バスが利用できる。また、地域内には東名高速道路の三ヶ日ICがある。

### 鉄道
- 天竜浜名湖鉄道 天竜浜名湖線
  - 浜名湖佐久米駅 - 東都筑駅 - 都筑駅 - 三ヶ日駅 - 奥浜名湖駅 - 尾奈駅

### 路線バス
- 遠鉄バス
  - [40]気賀三ヶ日線（三ヶ日車庫行き、三ヶ日車庫始発-浜松駅行き）
    - 通勤・通学に利用される朝と夕方には、三ヶ日ICと浜松西ICを結ぶ路線バスが少ない本数ながら運行されている。浜松駅までの便では、通常1時間半程度かかるところを30分程短縮される。
- 三ヶ日オレンジふれあいバス（浜松市自主運行バス） 
  - 北線：只木-三ヶ日-本坂、
  - 南線：総合福祉センター - 尾奈 - 都筑 - 総合福祉センター
- 過去の遠鉄バス路線
  - 浜松駅〜気賀駅前→東急→三ヶ日簡保センター（路線図は三ヶ日かんぽセンター）
    - 下り便のみ運行。片町から直通し、片町バス停以降は降車専用となる。かつてはデマンド運行が行われていた。2013年廃止。

  - 浜松駅-三ヶ日車庫-浜名湖レークサイドプラザ（方向幕はレークプラザ）
    - 下り便は、三ヶ日車庫バス停以降は降車専用となる。上り便は、レークプラザ・三ヶ日車庫-田町中央通りで乗車可能（ただし、レークプラザで乗車の際は、発車15分前までに浜名湖レークサイドプラザにて予約が必要。かつてはデマンド運行が行われていた。2013年廃止。

  - 湖西線（2004年4月1日廃止）

### 高速バス
- 遠州鉄道
  - e-wing : 三ヶ日BS
    - 岡本地区にバス停がある。なお、当バス停は一度移転している。
- JRバス（ジェイアールバス関東・ジェイアールバステック・ジェイアール東海バスによる共同運行）
  - 東名ハイウェイバス : 浜名湖BS-三ヶ日BS

### 道路
- 東名高速道路 三ヶ日IC、浜名湖SA
- 国道301号
- 国道362号
- 静岡県道68号浜北三ケ日線
- 愛知県道445号・静岡県道308号鳳来三ヶ日線
- 静岡県道310号瀬戸佐久米線
- 三遠南信自動車道

#### 旧街道
- 姫街道

## 名産
- 三ヶ日みかん（静岡県西部地区では第一の産出量を誇った）
- 大福寺納豆（大豆を原料とした乾いた納豆で、大福寺 (浜松市)で作られたことから大福寺納豆、または浜納豆と呼ばれる）[5]

## 作品
三ヶ日を舞台にした作品を次に掲げる。

### 物語作品
- NHK銀河テレビ小説『めぐり逢いて』出演（1982.3.1〜1982.3.26）
- 水野宗徳の小説『おっぱいバレー』
- 林春野監督の短編映画『がんばりますかっ！』（2009年）

### 歌
- 『新三ケ日音頭』 - 作詞 岡本淳三、作曲 鈴木邦彦、編曲 廣田はじめ
- 『私のまち三ケ日』 - 作詞 川崎千鶴子、作曲 鈴木邦彦、歌 箱山リサ
- 『明日あざやか』 - NHK銀河テレビ小説『めぐり逢いて』主題歌 歌 榊原まさとし（ダ・カーポ）